# Mirosław Marcisz
Mirosław Marcisz (ur. 9 lutego 1950) – polski urzędnik państwowy, wojewoda (1997) i wicewojewoda łódzki (2001–2003), radny Rady Miejskiej Łodzi (1998–2002).

## Życiorys
Kształcił się na Politechnice Łódzkiej i Wydziale Ekonomiczno-Socjologicznym Uniwersytetu Łódzkiego, jednak studiów nie ukończył. W 1972 rozpoczął pracę w Miejskim Przedsiębiorstwie Wyrobów Budowlanych, następnie zatrudniony w Widzewskich Zakładach Maszyn Włókienniczych „Polmatex-Wifama” oraz Wydziale Ekonomicznym KW PZPR. Od 1986 stał na czele Wydziału Przemysłu i Usług Urzędu Miasta Łodzi. W latach 1990–1994 pełnił obowiązki dyrektora Przedsiębiorstwa Zagranicznego „Jural” oraz spółki „Capital”. Po dojściu do władzy koalicji SLD–PSL został w 1994 dyrektorem Wydziału Polityki Gospodarczej w Łódzkim Urzędzie Wojewódzkim. Był członkiem rad nadzorczych „Unionteksu”, „Optimusa” i Powszechnego Banku Gospodarczego. Na początku 1997 został mianowany wojewodą łódzkim (urząd pełnił do jesieni 1997). Od maja 1998 do listopada 2001 był członkiem zarządu, następnie prezesem Hurtowni Leków Aflopa SA. W latach 1998–2002 sprawował mandat członka Rady Miejskiej Łodzi z ramienia SLD, był jednym z kandydatów na prezydenta miasta w 2002 r.
W listopadzie 2001 został mianowany wicewojewodą łódzkim, jednak w 2003 został pozbawiony stanowiska w związku z aferą w łódzkim „Aflopie”. Po odejściu z urzędu zostały mu postawione zarzuty o kierowanie gangiem i wyprowadzenie pieniędzy z prywatnej spółki, następnie o wyłudzenia. Od 2004 jest członkiem organu nadzoru PKS Łódź. Od 2007 jest członkiem zarządu Arkampol Sp. z o.o.
W 1997 otrzymał Złoty Krzyż Zasługi.